# 聖胡安馬丁內斯

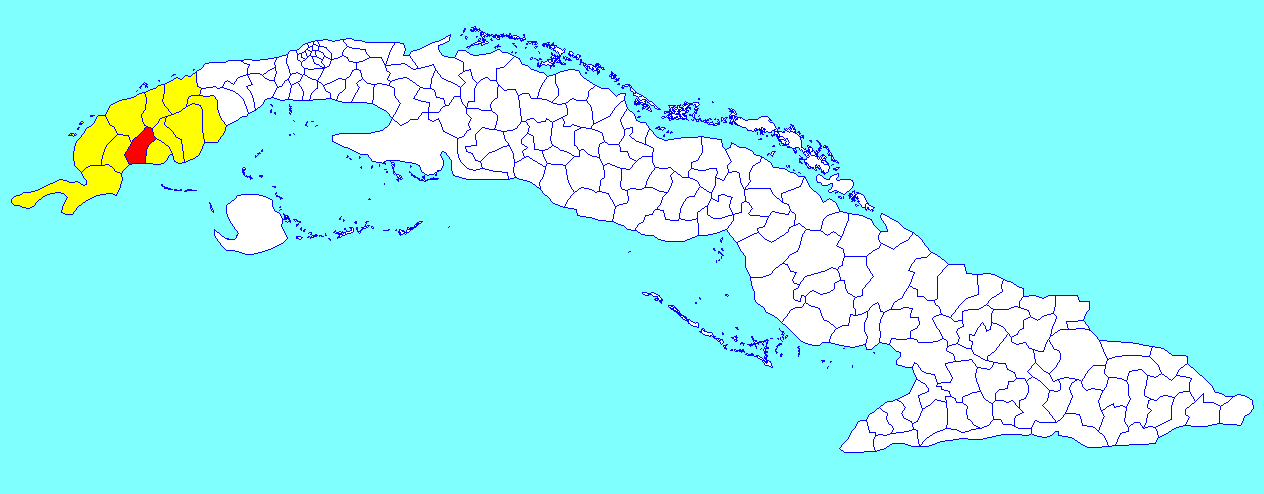

聖胡安馬丁內茲（西班牙語：San Juan y Martínez），是古巴的城鎮，位於該國西部，由比那爾德里奧省負責管轄，面積409平方公里，海拔高度20米，2004年人口45,061，人口密度每平方公里110.2人。
22°16′N 83°50′W / 22.267°N 83.833°W